# Distretto di Churcampa
Il distretto di Churcampa è uno degli undici distretti dell'omonima, in Perù. Si trova nella regione di Huancavelica.